# 維克什湖
62°35′20″N 34°21′15″E / 62.58889°N 34.35417°E
維克什湖（俄语：Викшозеро），是俄羅斯的湖泊，位於該國西北部，由卡累利阿共和國負責管轄，長7.4公里、寬1.8公里，面積9.5平方公里，海拔高度56米，湖岸線長度22公里，集水區面積36.6平方公里，平均水深4.5米，最大水深14.4米。